# Iñigo Cuesta
Íñigo Cuesta López de Castro, född 2 juni 1969 i Villarcayo, Burgos, är en spansk före detta professionell tävlingscyklist.

## Karriär
Íñigo Cuesta blev professionell 1994 med Euskadi-stallet, där han bland annat kom tvåa i Vuelta a Asturia 1995. Inför säsongen 1996 bytte han stall till det spanska – numera nerlagda – stallet ONCE, men det dröjde till 1998 innan han vann en tävling igen, då som totalledare av Vuelta al País Vasco. Han vann också en etapp på Dauphiné Libéré 2000, men fick trots det inget fortsatte förtroende hos ONCE.
I stället blev han kontrakterad av det franska stallet Cofidis, efter att hans ursprungliga arbetsgivare, Linda McCartney Racing Team, blev försatt i konkurs innan säsongen började. Íñigo Cuesta stannade kvar i stallet under fyra år, men hans bästa resultat under åren blev en 13:e plats på Vuelta a España 2001.
Cuesta bytte stall till Saunier Duval inför säsongen 2005. På den tidiga ProTour-säsongen vann etapp 5 på Katalonien runt.
När säsongen tog slut bestämde sig Iñigo Cuesta för att lämna det spanska stallet Saunier Duval, trots att han fortfarande hade ett år kvar på kontraktet. I stället började han att tävla för det danska UCI ProTour-stallet Team CSC, där han bland annat blev landskamraten Carlos Sastre. 
Efter säsongen 2008 blev det klart att Iñigo Cuesta skulle byta stall till Cervélo TestTeam, där även Carlos Sastre skulle tävla. Under säsongen 2009 slutade Iñigo Cuesta på sjunde plats på etapp 5 av Vuelta Ciclista a Burgos bakom Ezequiel Mosquera, Xavier Tondo, Francesco Masciarelli, Alejandro Valverde, Tom Danielson och Juan Mauricio Soler. Han slutade på åttonde plats i tävlingens slutställning.

## Meriter
1995
2:a, Vuelta a Asturias
1996
2:a, Volta a la Comunitat Valenciana
3:a, Challenge Mallorca
3:a, Vuelta a Burgos
3:a, Classique des Alpes
3:a, Vuelta a Castilla y León
1998
1:a, Baskien runt
2:a, etapp 3, Baskien runt
etapp 5b, Baskien runt
3:a, Vuelta a Aragón
etapp 2, Vuelta a Aragón
2000
1:a, etapp 6, Critérium du Dauphiné Libéré
3:a, prolog, Romandiet runt
Etapp 3b, Romandiet runt
2002
2:a, etapp 2, Critérium International
2005
1:a, etapp 5, Katalonien runt
Bergstävlingen, Katalonien runt
2:a, etapp 5, Euskal Bizikleta
2:a, etapp 14, Vuelta a España
2006
1:a, Etapp 1, Vuelta a España (lagtempo)
2007
2:a, etapp 1, Katalonien runt

## Stall
- Euskadi-Petronor 1994–1995
- O.N.C.E. 1996–2000
- Linda McCartney-Jaguar 2001
- Cofidis, le Crédit par Téléphone 2001–2004
- Saunier Duval-Prodir 2005
- Team CSC 2006–2008
- Cervélo TestTeam 2009–2010
- Caja Rural 2011